# Praepositus sacri cubiculi
Il praepositus sacri cubiculi (in lingua latina: "responsabile della sacra camera da letto"; greco: parakoimomenos) era un alto funzionario della corte dell'Impero romano, responsabile capo degli assistenti personali dell'imperatore, i cubicularii, istituito in età tetrarchica.
Il praepositus di norma era un eunuco. Si noti a proposito la somiglianza di significato tra la parola eunuco ("custode del letto") e l'espressione Praepositus sacri cubiculi.
Il Praepositus sacri cubiculi era il gran ciambellano di corte e, come tale, aveva accesso a tutte le camere del palazzo imperiale. Era una sorta di intermediario tra l'imperatore e il mondo: ad esempio, vestiva e incoronava l'imperatore; quando l'imperatore prendeva in mano un oggetto, lo prendeva dalle mani del praepositus. Alle sue dipendenze aveva il Primicerius sacri cubiculi, il Comes castrensis, il Comes sacrae vestis, i Chartularii cubiculi, dai Decuriones III silentiariorum, e dal Comes domorum per Cappadociam (nella corte orientale).
Sebbene non fosse stabilmente un membro, il praepositus sacri cubiculi poteva prendere parte al sacrum consistorium, il concilio imperiale tra l'imperatore e i suoi quattro ministri più stretti. Verso la fine del IV secolo aveva ottenuto il controllo delle proprietà imperiali in Cappadocia.
Il praepositus era anche confidente del sovrano, e nel caso di imperatori deboli poteva diventare una vera e propria eminenza grigia. Raggiunse in taluni casi un potere enorme, decidendo chi saliva e chi scendeva nei favori dell'imperatore accordando o meno udienze. Negli anni 430 san Cirillo pagò una serie di tangenti a ufficiali dell'amministrazione imperiale per far sì che l'imperatore annullasse una decisione favorevole ai suoi nemici nestoriani: la tangente più elevata, 14.400 solidi equivalenti a 200 libbre d'oro, venne pagata al praepositus Chryseros. L'eunuco Eusebio, praepositus sacri cubiculi di Costanzo II, tramò contro il futuro imperatore Giuliano tanto che solo l'intervento della imperatrice Eusebia gli salvò la vita.

## Praepositidi rilievo
- Festo, 312/337
- Hilarion, fine IV secolo
- Eusebio, sotto Costanzo II, 337-361
- Gorgonio, sotto Costanzo Gallo, 354
- Euterio, sotto Giuliano, 356-360
- Probazio, sotto Gioviano, 363
- Rodano, sotto Valentiniano I, 364
- Calligono, sotto Valentiniano II, 386
- Eutropio, sotto Teodosio I
- Lauso, 420-422
- Narsete, 537/538-574